# Paniki (obwód kurski)
Paniki (ros. Паники) – wieś (ros. село, trb. sieło) w zachodniej Rosji, centrum administracyjne sielsowietu panikinskiego w rejonie miedwieńskim (obwód kurski).

## Geografia
Miejscowość położona jest nad ruczajem Paniki (lewy dopływ rzeki Połnaja w dorzeczu Sejmu), 6,5 km na południowy wschód od centrum administracyjnego rejonu (Miedwienka), 38 km na południe od Kurska, 2 km od drogi magistralnej (federalnego znaczenia) M2 «Krym».
We wsi znajdują się ulice: Brigada 1-ja, Brigada 3-ja, Brigada 5-ja, Brigada 6-ja, Brigada 7-ja, Koptiewka, Mołodiożnaja i Szełkowskaja (381 posesji).
Klimat
Miejscowość, jak i cały rejon, znajduje się w strefie klimatu kontynentalnego z łagodnym ciepłym latem i równomiernie rozłożonymi opadami rocznymi (Dfb w klasyfikacji klimatów Köppena).
|                            | Sty  | Lut  | Mar  | Kwi | Maj  | Cze  | Lip  | Sie  | Wrz  | Paź  | Lis  | Gru  |
| -------------------------- | ---- | ---- | ---- | --- | ---- | ---- | ---- | ---- | ---- | ---- | ---- | ---- |
| Najwyższe temperatury (°C) | -4,1 | -3   | 2,9  | 13  | 19,3 | 22,6 | 25,3 | 24,6 | 18,2 | 10,6 | 3,4  | -1,2 |
| Najniższe temperatury (°C) | -8,7 | -8,8 | -4,9 | 2,7 | 9    | 12,9 | 15,7 | 14,8 | 9,7  | 3,9  | -1,2 | -5,3 |
| Opady (mm)                 | 50   | 44   | 48   | 49  | 62   | 69   | 73   | 53   | 57   | 57   | 46   | 50   |
| Ilość dni z opadami        | 8    | 8    | 8    | 7   | 8    | 8    | 9    | 6    | 6    | 7    | 7    | 9    |

## Demografia
W 2010 r. wieś zamieszkiwało 841 osób.